# Ouzbékistan aux Jeux olympiques d'été de 2000
 (janvier 2022).
Si vous disposez d'ouvrages ou d'articles de référence ou si vous connaissez des sites web de qualité traitant du thème abordé ici, merci de compléter l'article en donnant les références utiles à sa vérifiabilité et en les liant à la section « Notes et références ».
L'Ouzbékistan participe aux Jeux olympiques d'été de 2000 à Sydney. Il s'agit de sa 2e participation aux Jeux d'été. La délégation est composée de 70 athlètes engagés dans 12 sports différents. Mahammatkodir Abdoollayev a offert au pays sa première médaille d’or en boxe dans la catégorie poids super-légers, tandis qu’Artur Taymazov a décroché l'argent en lutte libre chez les poids lourds. Sergey Matushenko et Rustam Saidov ont complété le palmarès avec deux bronzes en lutte gréco-romaine et en boxe poids lourds, respectivement.

## Nombre d'athlètes qualifiés par sport
Voici la liste des qualifiés et sélectionnés Ouzbeks par sport (remplaçants compris) :
| Sport       | Hommes | Femmes | Total |
| ----------- | ------ | ------ | ----- |
| Athlétisme  | 13     | 9      | 22    |
| Boxe        | 9      | 0      | 9     |
| Canoë-kayak | 1      | 0      | 1     |

## Médaillés
| Sport              | Discipline          | Sportifs                   | Performance |
| Médailles d'or : 1 |                     |                            |             |
| Boxe               | Poids super-welters | Mukhammad Kadyr Abdullayev | 27-20       |

| Sport                   | Discipline         | Sportifs        | Performance |
| Médailles de bronze : 2 |                    |                 |             |
| Boxe                    | Poids mi-lourds    | Sergey Mihaylov | 16-1        |
| Boxe                    | Poids super-lourds | Rustam Saidov   | 28-22       |

## Athlétisme

### Hommes
| Athlète                                                                    | Épreuve          | Séries  | Séries | Quarts de finale | Quarts de finale | Demi-finales | Demi-finales | Finale  | Finale  |
| Athlète                                                                    | Épreuve          | Temps   | Rang   | Temps            | Rang             | Temps        | Rang         | Temps   | Rang    |
| -------------------------------------------------------------------------- | ---------------- | ------- | ------ | ---------------- | ---------------- | ------------ | ------------ | ------- | ------- |
| Erkinzhon Isakov                                                           | 400 m haies      | 50 s 71 | 5e     | Eliminé          | Eliminé          | Eliminé      | Eliminé      | Eliminé | Eliminé |
| Oleg Zhuravlyov Konstantin Zhuravlyov Anvar Kuchmuradov Nikolay Yeroshenko | Relais 4 × 100 m | 41 s 20 | 8e     | Eliminé          | Eliminé          | Eliminé      | Eliminé      | Eliminé | Eliminé |

| Athlète             | Épreuve           | Qualification | Qualification | Finale      | Finale  |
| Athlète             | Épreuve           | Performance   | Rang          | Performance | Rang    |
| ------------------- | ----------------- | ------------- | ------------- | ----------- | ------- |
| Rustam Khusnutdinov | Saut en longueur  | 7,24 m        | 45e           | Eliminé     | Eliminé |
| Yevgeny Petin       | Triple saut       | 15,27 m       | 34e           | Eliminé     | Eliminé |
| Roman Poltoratsky   | Lancer du disque  | 47,83 m       | 41e           | Eliminé     | Eliminé |
| Andrey Abduvaliyev  | Lancer du marteau | 75,64 m       | 15e           | Eliminé     | Eliminé |
| Vitaly Khozhatelev  | Lancer du marteau | 65,04 m       | 42e           | Eliminé     | Eliminé |
| Viktor Ustinov      | Lancer du marteau | 60,60 m       | 43e           | Eliminé     | Eliminé |
| Sergey Voynov       | Lancer du javelot | 75,89 m       | 25e           | Eliminé     | Eliminé |
| Oleg Veretelnikov   | Décathlon         | Non disputé   | Non disputé   | DNF         | /       |

### Femmes
| Athlète                                                                   | Épreuve          | Séries        | Séries      | Quarts de finale | Quarts de finale | Demi-finales | Demi-finales | Finale   | Finale  |
| Athlète                                                                   | Épreuve          | Temps         | Rang        | Temps            | Rang             | Temps        | Rang         | Temps    | Rang    |
| ------------------------------------------------------------------------- | ---------------- | ------------- | ----------- | ---------------- | ---------------- | ------------ | ------------ | -------- | ------- |
| Lyubov Perepelova                                                         | 100 m            | 11 s 48       | 2e          | 11 s 59          | 8e               | Eliminé      | Eliminé      | Eliminé  | Eliminé |
| Lyubov Perepelova                                                         | 200 m            | 23 s 83       | 5e          | Eliminé          | Eliminé          | Eliminé      | Eliminé      | Eliminé  | Eliminé |
| Yelena Piskunova                                                          | 400 m            | 55 s 40       | 4e          | Eliminé          | Eliminé          | Eliminé      | Eliminé      | Eliminé  | Eliminé |
| Yelena Kvyatkovskaya Lyubov Perepelova Lyudmila Dmitriady Guzel Khubbieva | Relais 4 × 100 m | 45 s 14       | 6e          | Eliminé          | Eliminé          | Eliminé      | Eliminé      | Eliminé  | Eliminé |
| Nataliya Kobina Yelena Piskunova Zamira Amirova Nataliya Senkina          | Relais 4 × 400 m | 3 min 43 s 96 | 8e          | Eliminé          | Eliminé          | Eliminé      | Eliminé      | Eliminé  | Eliminé |
| Sofiya Kabanova                                                           | Heptathlon       | Non disputé   | Non disputé | Non disputé      | Non disputé      | Non disputé  | Non disputé  | 5101 pts | 27e     |

## Boxe

### Hommes
| Athlète                    | Catégorie           | 16e de finale              | 8e de finale               | Quart de finale           | Demi-finale              | Finale                    |
| Athlète                    | Catégorie           | Adversaire Résultat        | Adversaire Résultat        | Adversaire Résultat       | Adversaire Résultat      | Adversaire Résultat       |
| -------------------------- | ------------------- | -------------------------- | -------------------------- | ------------------------- | ------------------------ | ------------------------- |
| Dilshod Yuldashev          | Poids mi-mouches    | Défaite Thaïlande 6-16     | Eliminé                    | Eliminé                   | Eliminé                  | Eliminé                   |
| Alisher Rahimov            | Poids coqs          | Victoire Corée du Sud 17-1 | Victoire Algérie 17-8      | Défaite Russie 10-16      | Eliminé                  | Eliminé                   |
| Tulkunbay Turgunov         | Poids plumes        | Victoire Ouganda 12-3      | Défaite Thaïlande 2-7      | Eliminé                   | Eliminé                  | Eliminé                   |
| Mukhammad Kadyr Abdullayev | Poids super-welters | Victoire Porto Rico 17-7   | Victoire Brésil 22-7       | Victoire Biélorussie 9-6  | Victoire Algérie 17-2    | Victoire États-Unis 27-20 |
| Sherzod Khusanov           | Poids welters       | Victoire Iran 15-5         | Défaite Moldavie 7-13      | Eliminé                   | Eliminé                  | Eliminé                   |
| Dilshod Yarbekov           | Poids moyens        | Défaite Allemagne 6-10     | Eliminé                    | Eliminé                   | Eliminé                  | Eliminé                   |
| Sergey Mihaylov            | Poids mi-lourds     | Victoire Roumanie 15-6     | Victoire Azerbaïdjan 23-18 | Victoire Kazakhstan 27-12 | Défaite Russie 1-16      | Eliminé                   |
| Ruslan Chagayev            | Poids lourds        | Victoire Ukraine 15-2      | Non disputé                | Défaite Géorgie 13-18     | Eliminé                  | Eliminé                   |
| Rustam Saidov              | Poids super-lourds  | Victoire Égypte 21-8       | Non disputé                | Victoire Canada 17-2      | Défaite Kazakhstan 22-28 | Eliminé                   |

## Canoe-Kayak

### Course en ligne

#### Hommes
| Athlète       | Compétition | Éliminatoires  | Éliminatoires | Demi-finales   | Demi-finales | Finale A | Finale A |
| Athlète       | Compétition | Temps          | Rang          | Temps          | Rang         | Temps    | Rang     |
| ------------- | ----------- | -------------- | ------------- | -------------- | ------------ | -------- | -------- |
| Anton Ryakhov | K1 500m     | 1 min 42 s 694 | 6e            | 1 min 43 s 292 | 8e           | Eliminé  | Eliminé  |
| Anton Ryakhov | K1 1000m    | 3 min 43 s 718 | 7e            | 3 min 44 s 109 | 7e           | Eliminé  | Eliminé  |